# Дернівський заказник
Дернівський — гідрологічний заказник місцевого значення в Україні. Об'єкт природно-заповідного фонду Сумської області.
Розташований в заплаві р. Дернова, притоки р. Ворсклиця між селами Веселе та Бранцівка. Площа — 337,6 га. Оголошено територією ПЗФ 28.12.1992 з метою збереження в природному стані водно-болотного масиву, вкритого деревно-чагарниковою рослинністю. Є стабілізатором клімату і регулятором рівня ґрунтових вод та водного режиму річки Дернова.